# みどりといのちの市民・農民連合
みどりといのちの市民・農民連合（みどりといのちのしみん・のうみんれんごう）は、日本の政治団体である。

## 概要
1994年（平成6年）、百姓天国という、農業、環境生活を中心に投稿記事を雑誌にまとめて発行する「地球百姓ネットワーク」の編集メンバーと小田々豊（92年の参議院選挙での環境政党「希望」候補者、のちにみどりのテーブル会員）が環境政党結成を呼びかけ、全国9ブロックに地域政党「農民連合・九州」等を立ち上げ始める。
1995年（平成7年）、「農民連合」は都市部の市民運動家などにも呼びかけ、「みどりといのちの市民・農民連合」略称「農民連合」を結成。途中「みどりといのちのネットワーク」の元メンバーの一部が離脱、「憲法みどり農の連帯」の結成に参加した。
「農民連合」は「地球規模で考え地域社会で行動する（think global act local=glocal=グローカル）」「お金より命が大事」「都市と農村の交流・理解拡大」「多極分散型の食糧・エネルギーと自治」「食糧・エネルギー自給率の向上」「障害者のノーマライゼーションの進展」などを訴え、関東（東京・神奈川・埼玉）関西（大阪・京都・兵庫）の大都市部に選挙区候補6人を立て、比例区に4名を立て、第17回参議院議員通常選挙に臨んだ。
全国事務局長は小田々豊、全国事務所を高知県高知市に置いた。一極集中型の支配構造でなく、多極分散、地域自立自治の観点から、「農民連合・北海道」「農民連合・東北」「農民連合・東京」「農民連合・北関東」「農民連合・関西」「農民連合・北陸」「農民連合・四国」「農民連合・九州」「農民連合・沖縄」の地域政党がネットワークを組む形にした。小田々は神奈川県選挙区から出馬した。
都市部の住民に訴えながら比例区での当選を目指したが、市民運動から合流したメンバーの一部離脱などにより分裂し、当選者は出せなかった。